# Энергетические процессы в клетке
Энергетические процессы в клетке — процессы обмена веществ, обеспечивающие снабжение клеток энергией для выполнения актов жизнедеятельности. В основном они относятся к процессам катаболизма, так как среди них важное значение имеет расщепление богатых энергией или питательных веществ. В эту группу входят также процессы ресинтеза одних богатых энергией веществ за счет расщепления других.
Энергетические процессы подразделяются на:
- процессы образования и накопления химической энергии, в частности, в виде синтеза аденозинтрифосфата (АТФ), а также креатинфосфата и гликогена
- процессы освобождения и утилизации энергии, превращения химической энергии в механическую, тепловую, электрическую и другие виды энергии. Процессы окисления составляют важную долю от процессов образования энергии.